# 무리 티베트족 자치현

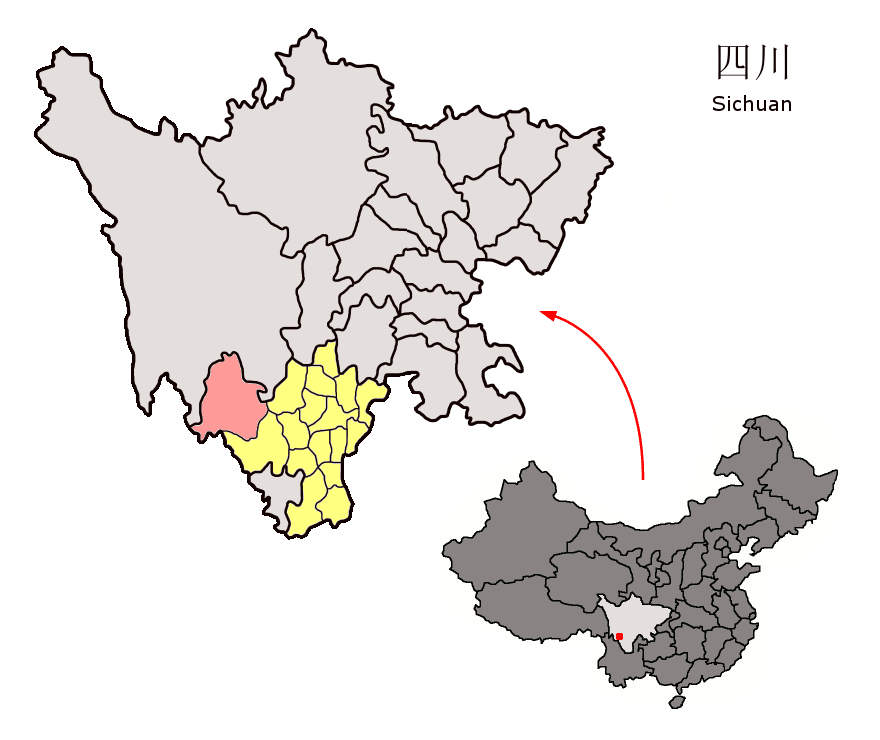
미리 티베트족 자치현의 위치

무리 티베트족 자치현(티베트어: རྨི་ལི་ 미리 현, 중국어: 木里藏族自治县, 병음: Mùlǐ Zàngzú Zìzhìxiàn)은 중화인민공화국 쓰촨성 량산 이족 자치주의 자치현이다. 먼 산지 지역이자 삼림 지역으로 도로가 적다. 가장 높은 지점의 해발고도는 6000m이다. 콘카링 산맥의 3개의 신성한 산들이 서쪽으로 다오청 현에 걸쳐있는 야딩 국립공원 내에 위치한다. 넓이는 13252km2이고, 인구는 2007년 기준으로 130,000명이다.

## 지리
현은 깊은 협곡 사이로 세 개의 강(수이뤄강, 리탕강, 야룽강)이 북쪽에서 남쪽으로 흐르고 이들은 나중에 장강과 합류한다.

## 주민
무리의 인구 수는 13만 명(2007년)이다. 무리에는 티베트족, 이족, 나시족, 먀오족을 포함한 많은 중국의 소수민족들이 거주한다. 그리고 쿠빌라이 칸의 원정 후에 이곳에 정착한 몽골족 소수가 거주한다.

### 2000년의 무리 티베트족 자치현의 인구 조사
| 민족     | 인구   | %      |
| -------- | ------ | ------ |
| 티베트족 | 40,312 | 32.39% |
| 이족     | 34,489 | 27.71% |
| 한족     | 27,199 | 21.85% |
| 먀오족   | 8,371  | 6.73%  |
| 몽골족   | 8,035  | 6.46%  |
| 나시족   | 4,317  | 3.47%  |
| 부이족   | 988    | 0.79%  |
| 좡족     | 403    | 0.32%  |
| 리수족   | 124    | 0.1%   |
| 후이족   | 91     | 0.07%  |
| 바이족   | 91     | 0.07%  |
| 만주족   | 15     | 0.01%  |
| 기타     | 27     | 0.02%  |

## 경제
무리의 주요 자원은 강을 통한 수력 발전과 중국 전통 의학에서 사용되는 버섯과 같은 다양한 식물들이다. 먼 위치와 낮은 인구는 하얀주둥이사슴과 짧은 꼬리 머카크를 포함한 많은 보호종들이 이곳에 살아남게 하였다.
무리는 사금 채취로 유명하며 작고 비공업적인 규모로 여전히 개발되고 있다. 광대한 숲은 또한 1999년에 통나무 금지령이 내려지기 전까지 통나무로 만들어져 사용되었다. 현재 지역 경제의 대부분은 농업과 가축 사육을 기반으로 하고 있다. 숲에는 헴록, 사이프러스, 히말라야 삼목, 갖비나무, 전나무 등이 있다.
무리는 또한 진달래와 호두로 유명하다.

## 역사
1950년대까지 무리는 반독립적인 신정 왕국으로 라마 왕이 대대로 무리 구시가지의 쿨루와 와얼제의 불교 수도원(거루그파)을 기반으로 통치하였다. 이들 라마교 사원은 1950년대에 중국 공산당들이 새로운 통치자가 되면서 전복되었고 문화대혁명 때 파괴되었다. 무리 구시가지의 수도원들은 현청 소재지에서 북쪽으로 70km 떨어져있고 한 때 700명 이상의 수도승들이 거주했다. 이것은 청나라 초반에 12년 동안 지어졌고 순치제 때인 1600년 경에 완성되었다. 이것은 티베트 라마 사원의 중요한 모델이 되었고 10m가 넘는 인상적인 미륵보살 황금상을 포함하고 있었다.
1987년 이래 무리의 수도원은 부분적으로 복구되었고 현재 80여명의 어린 수도승들이 살고 있다. 주변에는 와창이라고 불리는 현대적인 작은 마을이 리탕 강 계곡 서쪽 가장자리의 해발고도 3000m 지점에 위치해있다. 다른 수도원들은 쿨루(현재는 캉우로 불림)에 있고 와얼제의 것은 여전히 폐허 상태로 방치되어있다.

## 기후
| Muli (1981−2010)의 기후                     | Muli (1981−2010)의 기후 | Muli (1981−2010)의 기후 | Muli (1981−2010)의 기후 | Muli (1981−2010)의 기후 | Muli (1981−2010)의 기후 | Muli (1981−2010)의 기후 | Muli (1981−2010)의 기후 | Muli (1981−2010)의 기후 | Muli (1981−2010)의 기후 | Muli (1981−2010)의 기후 | Muli (1981−2010)의 기후 | Muli (1981−2010)의 기후 | Muli (1981−2010)의 기후 |
| 월                                          | 1월                     | 2월                     | 3월                     | 4월                     | 5월                     | 6월                     | 7월                     | 8월                     | 9월                     | 10월                    | 11월                    | 12월                    | 연간                    |
| ------------------------------------------- | ----------------------- | ----------------------- | ----------------------- | ----------------------- | ----------------------- | ----------------------- | ----------------------- | ----------------------- | ----------------------- | ----------------------- | ----------------------- | ----------------------- | ----------------------- |
| 일평균 최고 기온 °C (°F)                    | 15.1 (59.2)             | 16.9 (62.4)             | 19.8 (67.6)             | 23.1 (73.6)             | 24.9 (76.8)             | 25.4 (77.7)             | 24.7 (76.5)             | 24.2 (75.6)             | 22.9 (73.2)             | 21.0 (69.8)             | 17.6 (63.7)             | 15.3 (59.5)             | 20.9 (69.6)             |
| 일평균 최저 기온 °C (°F)                    | 1.0 (33.8)              | 2.9 (37.2)              | 5.9 (42.6)              | 9.1 (48.4)              | 12.1 (53.8)             | 14.5 (58.1)             | 15.0 (59.0)             | 14.6 (58.3)             | 13.0 (55.4)             | 9.6 (49.3)              | 4.5 (40.1)              | 1.0 (33.8)              | 8.6 (47.5)              |
| 평균 강수량 mm (인치)                       | 3.2 (0.13)              | 3.5 (0.14)              | 9.3 (0.37)              | 20.6 (0.81)             | 62.1 (2.44)             | 150.3 (5.92)            | 217.1 (8.55)            | 177.2 (6.98)            | 122.2 (4.81)            | 49.2 (1.94)             | 10.2 (0.40)             | 2.9 (0.11)              | 827.8 (32.6)            |
| 출처: National Meteorological Center of CMA |                         |                         |                         |                         |                         |                         |                         |                         |                         |                         |                         |                         |                         |

## 행정 구역
1개 진, 23개 향, 5개 민족향을 관할한다.
- 진: 乔瓦镇.
- 향: 桃巴乡, 博科乡, 宁郎乡, 依吉乡, 水洛乡, 牦牛坪乡, 李子坪乡, 列瓦乡, 芽祖乡, 下麦地乡, 西秋乡, 克尔乡, 三桷垭乡, 倮波乡, 卡拉乡, 后所乡, 沙湾乡, 东子乡, 麦日乡, 东朗乡, 唐央乡, 博窝乡, 麦地龙乡.
- 민족향: 俄亚纳西族乡, 屋脚蒙古族乡, 项脚蒙古族乡, 白碉苗族乡, 固增苗族乡.